# Diócesis de Gubbio
La diócesis de Gubbio (en latín: Dioecesis Eugubina y en italiano: Diocesi di Gubbio) es una circunscripción eclesiástica de la Iglesia católica en Italia. Se trata de una diócesis latina, sufragánea del arquidiócesis de Perugia-Città della Pieve. Desde el 29 de septiembre de 2017 su obispo es Luciano Paolucci Bedini.

## Territorio y organización

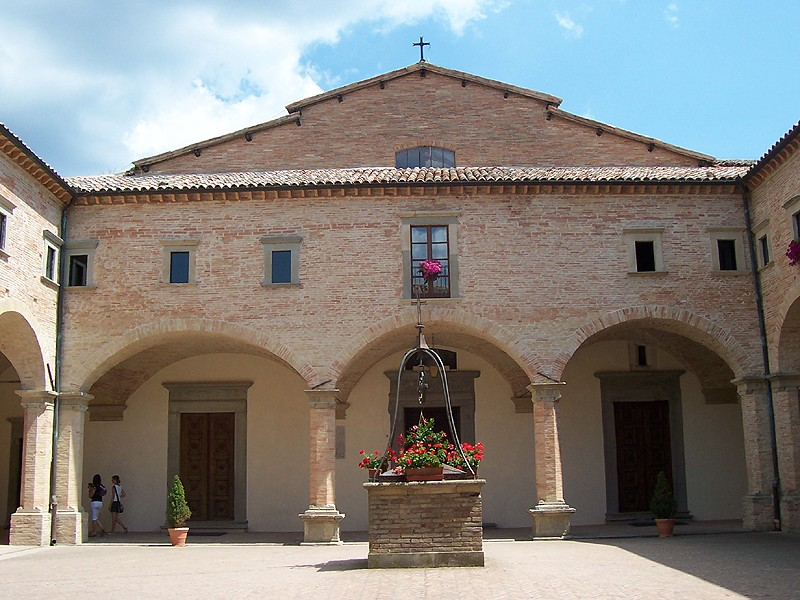
Basílica de San Ubaldo, en el monte Ingino en Gubbio

La diócesis tiene 930 km² y extiende su jurisdicción sobre los fieles católicos de rito latino residentes en parte de la región de Umbría, comprendiendo:
- en la provincia de Perugia las comunas de: Costacciaro, Gubbio, Scheggia e Pascelupo y parte de la comuna de Umbertide;[nota 1]
- en la provincia de Pésaro y Urbino la comuna de Cantiano.

El territorio diocesano limita al norte y al este con la diócesis de Città di Castello, al sur con la arquidiócesis de Perugia-Città della Pieve y la diócesis de Asís-Nocera Umbra-Gualdo Tadino y al oeste con la diócesis de Fano-Fossombrone-Cagli-Pergola.

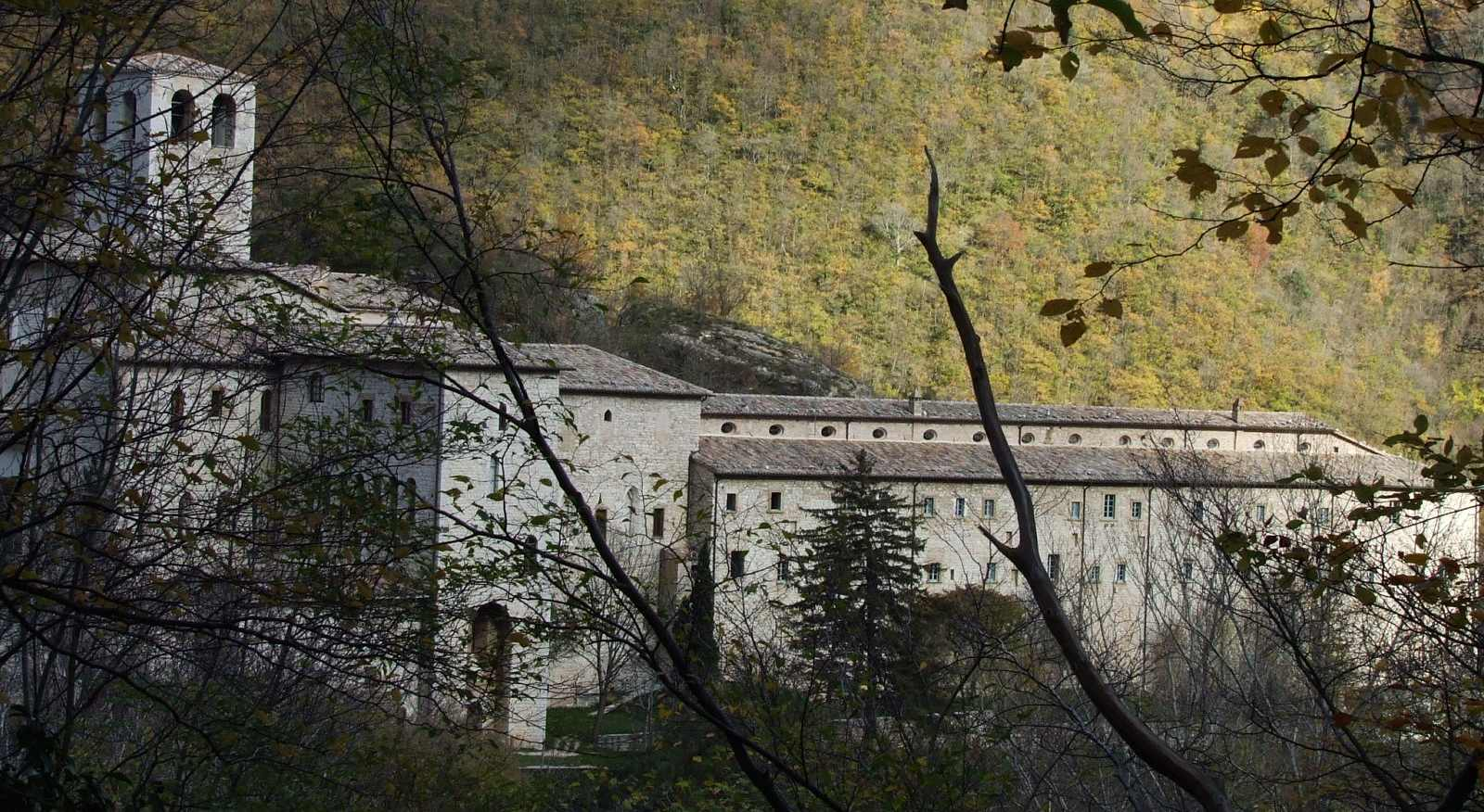
Monasterio de Fonte Avellana, de donde procedieron numerosos obispos eugubinos entre los siglos y

La sede de la diócesis se encuentra en la ciudad de Gubbio, en donde se halla la Catedral de los Santos Mariano y Santiago. En el monte Ingino, la colina que domina Gubbio, se encuentra la basílica de San Ubaldo.

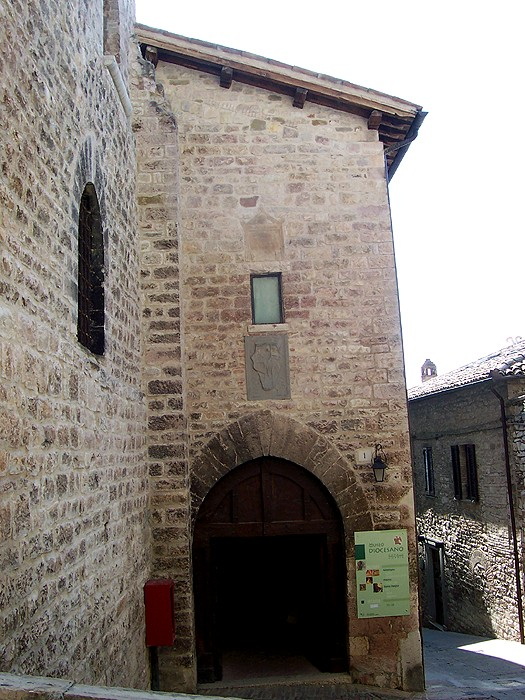
Museo diocesano de Gubbio

En 2023 en la diócesis existían 39 parroquias agrupadas en 5 zonas pastorales: zona cittadina, zona Umbertide, zona Flaminia, zona Mocaiana y zona Saonda-Chiascio.

## Historia
A través del epistolario de san Jerónimo, se tiene la certeza de la existencia de una Iglesia eugubina constituida y organizada al menos desde el siglo IV, convirtiéndola así —por fundación— en una de las más antiguas de Italia central.
El martirio del soldado Verecondo, identificado con un santo africano, se sitúa a mediados del siglo V. Posteriormente se construyó una abadía benedictina sobre la tumba de Verecondo. Hacia finales del siglo V, los restos de siete mártires africanos (Segundo, Secondino, Agapito, Emiliano, Antonio, Tertulla, Mariano y Santiago) fueron trasladados a Gubbio: para dos de estos mártires, Santiago y Mariano, a quienes estaba dedicada la catedral, san Agustín había compuesto dos sermones. La identidad eclesial de la ciudad umbría se consolidó en torno al culto a estos santos y muchos obispos eugubinos de la época son citados como Episcopi Sancti Mariani.
El primer obispo documentado históricamente es Decenzio, mencionado en una carta del papa Inocencio I de 416, en la que el pontífice se refiere a los praedecessores tui, una indicación de que otros obispos precedieron a Decenzio, al menos desde el siglo IV. El segundo obispo conocido es Gaudioso, mencionado en una carta de Gregorio Magno de 599 como visitante de la Iglesia de Tadinum.
Hay pocos obispos documentados históricamente para el primer milenio. Los estudiosos locales, para llenar las lagunas de la cronología episcopal, insertaron una serie de nombres poco fiables y fantásticos, y fue el historiador Mauro Sarti quien en el siglo XVIII restableció en Gubbio la sucesión exacta de ciertos obispos de la Iglesia eugubina. Después de Decenzio y Gaudioso, hay que llegar a la segunda mitad del siglo VIII para conocer al tercer obispo de Gubbio, Florentino, que participó en el Concilio de Letrán celebrado por el papa Esteban III en el año 769. Los concilios romanos luego restauraron los nombres de los obispos Bennato en 826, Erfone en 847 y 853 y Domenico en 861 y 868.
La invasión de los húngaros y los ávaros en 917 causó daños irreparables a la ciudad y al territorio y borró lo que quedaba de su antiguo esplendor. El renacimiento eclesial y territorial se debe principalmente a la creación de numerosos monasterios entre finales del siglo X y principios del XI. Entre estos se pueden recordar el monasterio de San Donato di Pulpiano, fundado por monjes irlandeses, las abadías benedictinas de Sant'Emiliano en Congiuntoli y Santa Maria de Sitria y sobre todo el monasterio de Fonte Avellana de la Orden de la Camáldula, notable centro cultural gracias a san Pedro Damián. Las relaciones entre el monasterio avellaniano y la diócesis eugubina eran muy estrechas. De hecho, varios obispos de Gubbio procedían del monasterio camaldulense, desde Giuliano, atestiguado a principios del siglo XI, hasta Gabriele Gabrielli, obispo desde 1377 a 1383.
Entre los siglos XI y XII, la Iglesia eugubina fue honrada por la presencia de tres santos obispos, Rodolfo Gabrielli (ca. 1058-1064) y Juan de Lodi (ca. 1104-1105), monjes camaldulenses de Fonte Avellana, y sobre todo Ubaldo de Gubbio (ca. 1129-1160), hoy venerado como patrono de la ciudad y de la diócesis: a él se debe la reconstrucción de la ciudad y de la catedral (destruida por un incendio en 1126), la reforma y el renacimiento espiritual del clero, de los canónigos de la catedral (que fueron obligados a adoptar la regla portuense) y del pueblo, la reorganización de las parroquias rurales y la defensa de las libertades civiles.
Desde la primera mitad del siglo XV, durante casi un siglo, Gubbio ascendió al rango de primera ciudad del ducado de Montefeltro y Della Rovere y su diócesis fue ennoblecida por toda una serie de cardenales obispos de primer calibre en la historia de la Iglesia: Girolamo Basso Della Rovere, Francesco Grosso della Rovere, Antonio Ferrero, Federigo Fregoso, Pietro Bembo, Giacomo Savelli y Marcello Cervini degli Spannocchi (futuro papa Marcelo II).
Los episcopados de Cervini ( 1544-1555 ) y de su sucesor Savelli (1555-1560 ) marcaron un período de renacimiento para la vida eclesial: se reformaron el cabildo catedralicio y la curia episcopal, se crearon el archivo y el seminario ( fundado en 1601 ), se reorganizó la red parroquial, se aplicaron las nuevas normas litúrgicas, se reformó la disciplina del clero y se iniciaron las visitas pastorales.
Con la extinción de la dinastía della Rovere y el retorno de Gubbio a la dependencia directa de Roma, comenzó la decadencia de la ciudad que se convirtió en un pequeño centro provincial: la diócesis pasó de la sujeción inmediata a la Santa Sede a ser sufragánea de la sede metropolitana de Urbino (4 de junio de 1563). Sin embargo, los obispos de Gubbio no aceptaron de buen grado esta sufraganeidad, considerándose siempre sujetos a la Santa Sede. Los desacuerdos entre el metropolitano de Urbino y los obispos de Gubbio continuaron hasta el siglo XVIII, cuando el papa Benedicto XIII tuvo que intervenir de nuevo el 23 de mayo de 1725 para reconfirmar los derechos metropolitanos de los arzobispos de Urbino sobre la sede de Gubbio.
Entre los obispos posteriores de Gubbio, cabe destacar Ulderico Campagna (1630-1638) y Alessandro Sperelli (1644-1671), que se distinguieron por su compromiso en la aplicación de los decretos tridentinos con la reforma del seminario y la convocatoria de varios sínodos diocesanos. Sperelli en particular hizo restaurar la catedral (reconsagrada por él el 22 de septiembre de 1652 ) y erigir la capilla de la Virgen, y dejó a la ciudad su riquísima biblioteca personal, primer núcleo rico de la actual Biblioteca Sperelliana; y Giuseppe Pecci (1841-1855), también galardonado con la púrpura cardenalicia, que tuvo un papel notable en la redacción del documento con el que el papa Pío IX proclamó el dogma de la Inmaculada Concepción y en la elaboración del Syllabus.
Con la erección de la diócesis de Pergola, entre 1818 y 1819 la Iglesia eugubina perdió gran parte de su territorio histórico en el lado de Marcas, incluido el monasterio de Fonte Avellana. A cambio de esta pérdida territorial, la diócesis obtuvo nuevamente la sujeción inmediata a la Sede Apostólica.
El 15 de agosto de 1972 la diócesis perdió nuevamente su autonomía y pasó a formar parte de la provincia eclesiástica de la arquidiócesis de Perugia.
Después de siete años de sede vacante, de 1972 a 1981 la diócesis se unió in persona episcopi a la diócesis de Città di Castello con el obispo Cesare Pagani. Este tipo de unión se reanudó el 7 de mayo de 2022.
El 1 de abril de 2000 se inauguró el museo diocesano en el antiguo palacio de los canónigos de la catedral.

## Estadísticas
Según el Anuario Pontificio 2024 la diócesis tenía a fines de 2023 un total de 52 565 fieles bautizados.
| Año                                                                             | Población            | Población | Población      | Sacerdotes | Sacerdotes    | Sacerdotes    | Bautizados por sacerdote | Diáconos permanentes | Religiosos | Religiosos | Parroquias |
| Año                                                                             | Bautizados católicos | Total     | % de católicos | Total      | Clero secular | Clero regular | Bautizados por sacerdote | Diáconos permanentes | Varones    | Mujeres    | Parroquias |
| ------------------------------------------------------------------------------- | -------------------- | --------- | -------------- | ---------- | ------------- | ------------- | ------------------------ | -------------------- | ---------- | ---------- | ---------- |
| 1950                                                                            | 55 000               | 55 000    | 100.0          | 82         | 53            | 29            | 670                      |                      | 32         | 154        | 65         |
| 1970                                                                            | 48 000               | 48 000    | 100.0          | 73         | 54            | 19            | 657                      |                      | 21         | 130        | 67         |
| 1980                                                                            | 47 150               | 47 200    | 99.9           | 68         | 47            | 21            | 693                      |                      | 23         | 96         | 67         |
| 1990                                                                            | 47 950               | 48 000    | 99.9           | 62         | 41            | 21            | 773                      | 1                    | 21         | 65         | 40         |
| 1999                                                                            | 47 900               | 48 000    | 99.8           | 58         | 38            | 20            | 825                      | 7                    | 23         | 112        | 40         |
| 2000                                                                            | 47 800               | 48 000    | 99.6           | 56         | 36            | 20            | 853                      | 7                    | 21         | 111        | 40         |
| 2001                                                                            | 47 800               | 48 000    | 99.6           | 58         | 38            | 20            | 824                      | 7                    | 22         | 113        | 40         |
| 2002                                                                            | 47 800               | 48 000    | 99.6           | 52         | 32            | 20            | 919                      | 7                    | 22         | 83         | 40         |
| 2003                                                                            | 47 200               | 48 000    | 98.3           | 51         | 31            | 20            | 925                      | 7                    | 20         | 87         | 40         |
| 2004                                                                            | 47 200               | 48 000    | 98.3           | 50         | 31            | 19            | 944                      | 8                    | 19         | 87         | 39         |
| 2006                                                                            | 47 200               | 48 000    | 98.3           | 47         | 28            | 19            | 1004                     | 12                   | 21         | 86         | 39         |
| 2013                                                                            | 52 181               | 55 754    | 93.6           | 53         | 35            | 18            | 984                      | 9                    | 19         | 92         | 39         |
| 2016                                                                            | 52 800               | 53 000    | 99.6           | 49         | 30            | 19            | 1077                     | 9                    | 20         | 80         | 39         |
| 2019                                                                            | 51 800               | 54 825    | 94.5           | 43         | 32            | 11            | 1204                     | 8                    | 18         | 71         | 39         |
| 2021                                                                            | 52 020               | 54 540    | 95.4           | 45         | 30            | 15            | 1156                     | 8                    | 17         | 72         | 39         |
| 2023                                                                            | 52 565               | 53 274    | 98.7           | 46         | 31            | 15            | 1142                     | 8                    | 17         | 72         | 39         |
| Fuente: Catholic-Hierarchy, que a su vez toma los datos del Anuario Pontificio. |                      |           |                |            |               |               |                          |                      |            |            |            |

### Vida consagrada
En el territorio de la diócesis, desempeñan su labor carismática religiosos y religiosas, de los siguientes institutos de vida consagrada y sociedades de vida apostólica: Orden de San Agustín (agustinos), Canónigos Regulares de Letrán (canónigos lateranenses), Eremitas Camaldulenses de Monte Corona, Eremo de la Victorina, Orden de Frailes Menores (observantes), Orden de los Hermanos Menores Conventuales (franciscanos conventuales), Congregación de las Clarisas Capuchinas Sacramentarias (capuchinas sacramentarias), Orden de las Hermanas Pobres de Santa Clara (clarisas), Congregación Misionera de San Sixto (dominicas de San Sixto), Congregación de las Hijas de la divina caridad, Pontificio Instituto de las Maestras Pías Filipenses (filipenses), Familia monástica de Belén, de la Asunción de la Virgen y de San Bruno (monjas de Belén), Congregación de las Pequeñas siervas del Sagrado Corazón, Fraternidad de las Hermanas del Pequeño Testamento de San Francisco y Congregación de las Hermanas de Nuestra Señora de Lac Bam.
Algunos de esos institutos o sociedades se originaron en la diócesis de Gubbio, tales como la Unión de Santa Catalina de Siena de las Misioneras de las Escuelas, fundadas por la religiosa Luigia Tincani en 1917, con la aprobación del obispo Pio Leonardo Navarra.

## Episcopologio
- Decenzio † (mencionado en 416)[5]
- Gaudioso † (mencionado en 599)[7]
- Florentino † (mencionado en 769)[9]
- Bennato † (mencionado en 826)[nota 2]

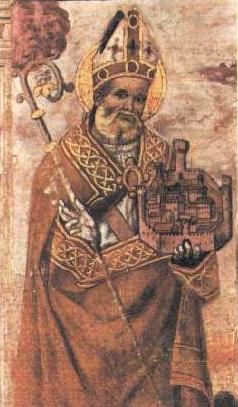
Ubaldo de Gubbio, venerado como santo en la Iglesia católica, se sentó en la cátedra de Gubbio durante la segunda mitad del

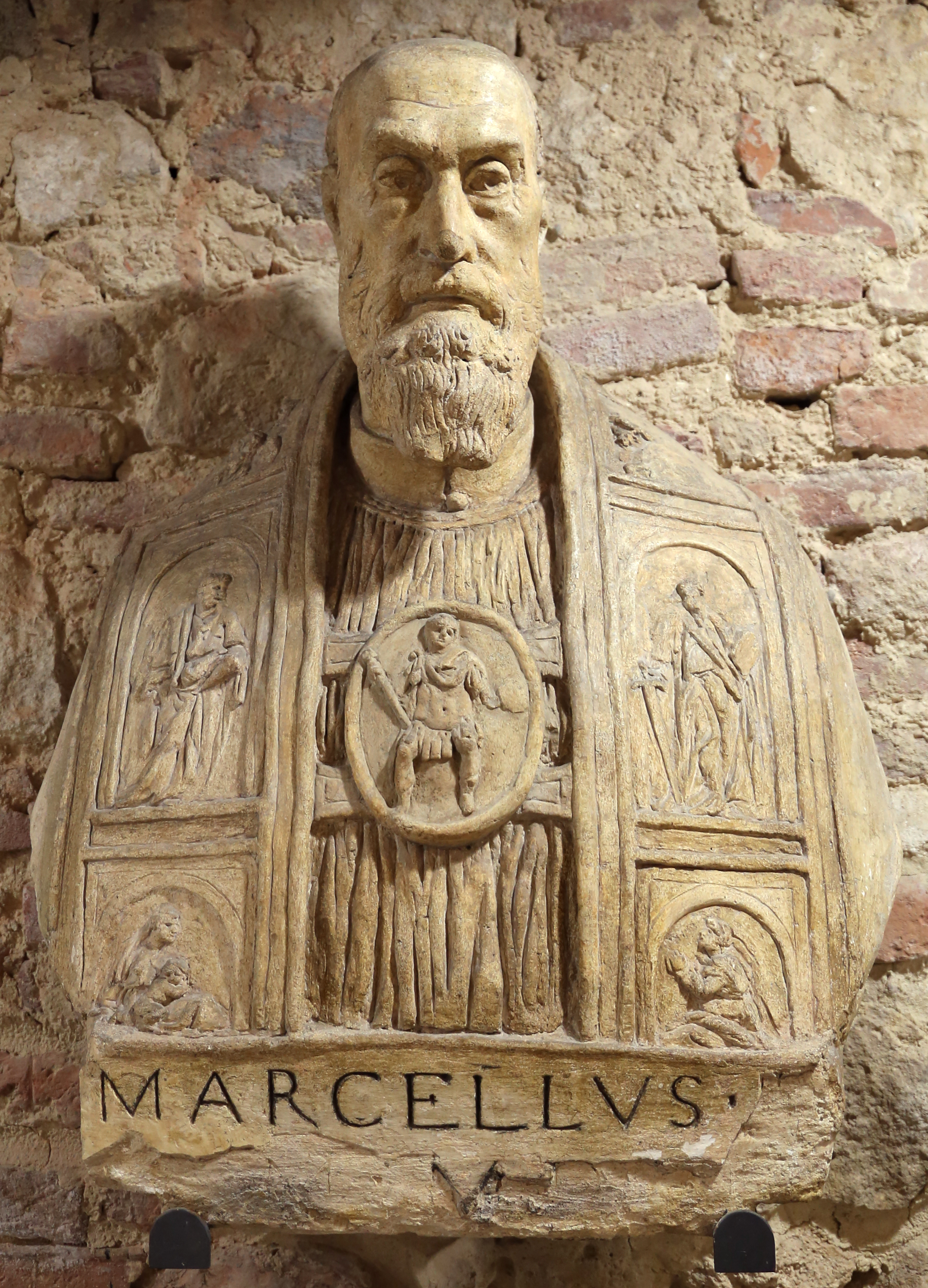
Cardenal Marcello Cervini degli Spannocch, elegido papa con el nombre de Marcelo II en 1555, ocupó la sede de Gubbio de 1544 hasta su elección como obispo de Roma

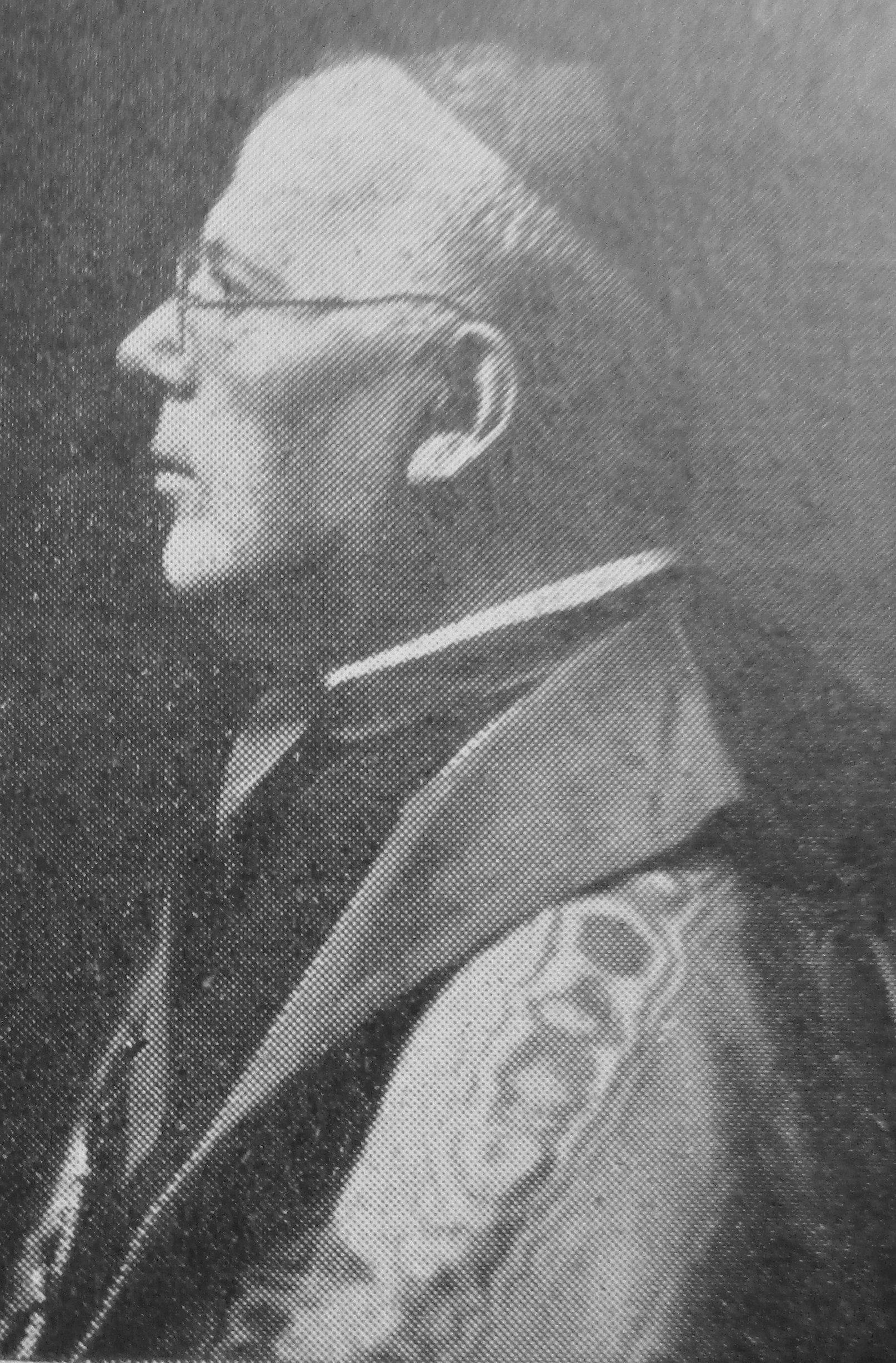
Angelo Maria Dolci fue uno de los tantos cardenales que han ocupado la cátedra gubbiana

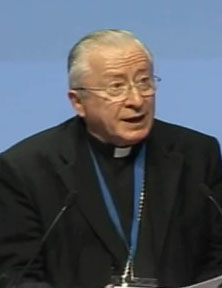
Cardenal Ennio Antonelli fue obispo de Gubbio entre 1982 y 1988

- Erfone † (antes de 847-después de 853)[10]
- Arsenio? † (mencionado en 855)[nota 3]
- Domenico † (antes de 861-después de 868)[11]
- Leuderico † (inicios del siglo X)[18]
- Pietro † (mencionado en 921)[19]
- Giovanni I † (antes de 967-después de 968)[20]
- Giuliano, O.S.B.Cam. † (inicios del siglo XI)[21]
- Tebaldo (o Tedaldo), O.S.B.Cam. † (antes de 1032-después de 1049)[22]
- Guido † (mencionado en 1057)
- San Rodolfo, O.S.B.Cam. † (1058/1059-octubre de 1064 falleció)[23]
- Ubaldo † (mencionado en marzo de 1065)[24]
- Ugo † (mencionado en 1070)[nota 4]
- Mainardo, O.S.B.Cam. † (circa 1071-8 de diciembre de 1074 falleció)[nota 5]
- Domenico, O.S.B.Cam. † (circa 1075-?)[25]
- Rustico, O.S.B.Cam. † (mencionado en 1097)
- San Giovanni da Lodi, O.S.B.Cam. † (circa fines de 1104-7 de septiembre de 1105 falleció)[26]
- Giovanni III † (1106-?)
- Stefano † (antes de marzo de 1126-después de junio de 1127)[27]
- San Ubaldo Baldassini † (circa 1129[nota 6]-16 de mayo de 1160 falleció)
- Teobaldo Balbi, O.S.B.Cam. † (1160-antes de 1180 nombrado arzobispo de Zadar)[28]
- Bonatto, O.S.B. † (mencionado en 1163)[29]
- Gualfredo † (mencionado en 1167)[30]
- Offredo, O.S.B. † (antes de 1179-después de 1184)
- Bentivoglio, O.S.B. † (antes de 1188-después de 1191)[31]
- Marco, O.S.B.Cam. † (después de junio de 1195-26 de enero de 1200 falleció)
- Alberto † (1200-1205 falleció)
- Beato Villano, O.S.B.Cam. † (26 de noviembre de 1206-después de 1237 falleció)
- Giacomo, O.F.M. † (antes de agosto de 1240-circa 1276 falleció)
- Benvenuto, O.F.M. † (5 de junio de 1278-circa 1294 falleció)
- Ventura † (28 de marzo de 1295-noviembre de 1302 falleció)
- Francesco I † (10 de diciembre de 1302-antes del 11 de marzo de 1306 falleció)
- Giovanni Bervaldi, O.P. † (mencionado en 1306)
- Francesco II † (antes de 1313-circa 1326 falleció)[nota 7]
- Pietro de' Gabrielli † (8 de agosto de 1327-1345 falleció)
- Hugues Le Baille, O.E.S.A. † (15 de julio de 1345-9 de diciembre de 1345 nombrado obispo de Tolón)
- Francesco d'Amelia † (7 de abril de 1346-septiembre de 1346 falleció)
- Vasino Rolando, O.F.M. † (2 de octubre de 1346-14 de junio de 1350 nombrado arzobispo de Capua)
- Giovanni Morlaco, O.F.M. † (19 de noviembre de 1350-27 de marzo de 1370 nombrado obispo de Riez)
- Giovanni Aldobrandini (Benzi de Florencia), O.P. † (22 de abril de 1370-septiembre/noviembre de 1376[32] falleció)
- Gabriele Gabrielli, O.S.B.Cam.[nota 8] † (13 de abril de 1377-octubre de 1383 falleció)
  - Adam, O.F.M. † (20 de julio de 1384-?) (antiobispo)
  - Arnaud, O.F.M. † (24 de enero de 1388-?) (antiobispo)
- Lorenzo Corvini † (circa febrero de 1384-29 de noviembre de 1390 nombrado obispo de Spoleto)
- Bertrando d'Alagno † (4 de enero de 1391-antes del 14 de abril de 1401[nota 9] nombrado arzobispo de Amalfi)
- Matteo da Fabriano, O.F.M. † (26 de enero de 1401-1405 falleció)
- Francesco Billi † (13 de enero de 1406-1444 falleció)
- Antonio Severi † (15 de julio de 1444-8 de abril de 1472 falleció)
- Leonardo Griffo † (24 de abril de 1472-23 de septiembre de 1482 nombrado arzobispo de Benevento)
  - Girolamo Basso della Rovere † (23 de septiembre de 1482-3 de enero de 1492 renunció) (administrador apostólico)
- Francesco della Rovere † (9 de enero de 1492-13 de agosto de 1504 nombrado obispo de Mende)
- Antonio Ferrero † (13 de agosto de 1504-23 de julio de 1508 falleció)
  - Federico Fregoso † (28 de julio de 1508-22 de julio de 1541 falleció) (administrador apostólico)
  - Pietro Bembo, O.S.Io.Hier. † (29 de julio de 1541-18 de febrero de 1544 nombrado obispo de Bérgamo) (administrador apostólico)
- Marcello Cervini † (29 de febrero de 1544-9 de abril de 1555 electo papa con el nombre de Marcelo II)
  - Giacomo Savelli † (29 de mayo de 1555-6 de febrero de 1556 renunció) (administrador apostólico)
- Mariano Savelli † (6 de febrero de 1556-19 de septiembre de 1599 falleció)
- Andrea Sorbolonghi † (15 de marzo de 1600-13 de abril de 1616 falleció)
- Alessandro del Monte † (18 de julio de 1616-14 de junio de 1628 falleció)
- Pietro Carpegna † (11 de diciembre de 1628-19 de junio de 1630 falleció)
- Ulderico Carpegna † (23 de septiembre de 1630-11 de octubre de 1638 nombrado obispo de Todi)
- Orazio Monaldi † (2 de mayo de 1639-14 de diciembre de 1643 nombrado obispo de Perugia)
- Alessandro Sperelli † (14 de marzo de 1644-19 de enero de 1672 falleció)
- Carlo Vincenzo Toti † (27 de junio de 1672-28 de febrero de 1690 falleció)
- Sebastiano Pompeo Bonaventura † (27 de noviembre de 1690-15 de noviembre de 1706 nombrado obispo de Montefiascone y Corneto)
- Fabio Mancinforte † (11 de abril de 1707-23 de septiembre de 1725 renunció[nota 10])
- Sostegno Maria Cavalli, O.S.M. † (26 de septiembre de 1725-15 de agosto de 1747 falleció)
- Giacomo Cingari † (20 de noviembre de 1747-17 de junio de 1768 falleció)
- Paolo Orefici † (19 de septiembre de 1768-17 de octubre de 1784 falleció)
- Ottavio Angelelli † (14 de febrero de 1785-6 de marzo de 1809 falleció)
  - Sede vacante (1809-1814)
- Mario Ancajani † (26 de septiembre de 1814-27 de junio de 1821 nombrado arzobispo de Spoleto)
- Vincenzo Massi † (27 de junio de 1821-22 de noviembre de 1839 renunció[nota 11])
- Giuseppe Pecci † (1 de marzo de 1841-21 de enero de 1855 falleció)
- Innocenzo Sannibale † (23 de marzo de 1855-9 de abril de 1891 falleció)
- Luigi Lazzareschi † (1 de junio de 1891-18 de marzo de 1895 renunció[nota 12])
- Macario Sorini † (18 de marzo de 1895-19 de abril de 1900 renunció[nota 13])
- Angelo Maria Dolci † (19 de abril de 1900-9 de diciembre de 1906 renunció[nota 14])
- Giovanni Battista Nasalli Rocca di Corneliano † (25 de enero de 1907-6 de diciembre de 1916 renunció[nota 15])
- Carlo Taccetti † (22 de marzo de 1917-6 de abril de 1920 falleció)
- Pio Leonardo Navarra † (16 de diciembre de 1920-29 de enero de 1932 nombrado obispo de Terracina, Priverno y Sezze)
- Beniamino Ubaldi † (30 de marzo de 1932-14 de enero de 1965 falleció)
  - Sede vacante (1965-1972)[nota 16]
- Cesare Pagani † (22 de enero de 1972-21 de noviembre de 1981 nombrado arzobispo de Perugia y obispo de Città della Pieve)
- Ennio Antonelli (25 de mayo de 1982-6 de octubre de 1988 nombrado arzobispo de Perugia-Città della Pieve)
- Pietro Bottaccioli † (26 de abril de 1989-23 de diciembre de 2004 retirado)
- Mario Ceccobelli (23 de diciembre de 2004-29 de septiembre de 2017 retirado)
- Luciano Paolucci Bedini, desde el 29 de septiembre de 2017